# Alestes ansorgii
Alestes ansorgii es una especie de peces de la familia Alestiidae en el orden de los Characiformes.

## Morfología
Los machos pueden llegar alcanzar los 60 cm de longitud total.

## Hábitat
Es un pez de agua dulce y de clima tropical.  

## Distribución geográfica
Se encuentran en África:  cuenca del río Congo, río Cross (Nigeria), varias cuencas costeras del Camerún, río Ogowe (Gabón), lago Tanganika y ríos  Río Cuanza y  Lucullo en Angola.